# Лінгвістична антропологія
Лінґвістична антропологія — напрямок антропології, що вивчає історію та зміни мов, взаємозв'язок мови та культури, як мова впливає на соціальне життя. Об'єднує в собі лінґвістичний, етнографічний, культурологічний підходи. Антрополінґвісти намагаються знайти зв'язки між мовою людей та іншими аспектами їх культур. Інші об'єкти вивчення включають формальну і неформальну мови, форми звертань та жарти. Особлимво місце посідають дослідження структури мов, які не мають письмового вираження.
Напрям (і відповідний термін) виник в американській лінгвістиці в зв'язку з дослідженням корінного населення Північної Америки.